# Lepidoneura
Lepidoneura is een geslacht van vlinders uit de familie van de grasmotten (Crambidae), uit de onderfamilie van de Spilomelinae. De wetenschappelijke naam van dit geslacht is voor het eerst voorgesteld door George Francis Hampson in een publicatie uit 1896.

## Soorten
- L. africalis Hampson, 1899
- L. grisealis Hampson, 1900
- L. longipalpis (Swinhoe, 1894)